# 錫利揚
錫利揚（挪威語：Siljan）是挪威泰勒马克郡的市镇，行政中心为錫利揚村。市镇面积为214平方公里，人口数量为2,375人（2023年），人口密度为每平方公里11.7人。